# Schlosspark
Ein Schlosspark bzw. ein Schlossgarten ist ein zu einem Schloss gehörende Gartenanlage, der das Gebäude ergänzt und rahmt. Dem kleineren geometrisch angelegten Gartenparterre von Renaissance und Barock stand dabei oft ein größerer umgebender und parkartig gestalteter Jagdwildgarten gegenüber. Die kunsthistorische Entwicklung der Schlossgärten in Europa verlief weitgehend parallel zur Bauarchitektur.

## Entwicklung
Schon in der Antike wurden Gartenanlagen als Verbindung und Ergänzung zu herrschaftlichen Palästen angelegt.
Der Schlosspark bzw. Schlossgarten als europäische Kunstform entwickelte sich aus den ursprünglich als Küchengärten genutzten Burggärten und gewann im Laufe der Jahrhunderte zunehmend repräsentative Formen und Bedeutung. Ab der Neuzeit und zusammen mit den Schlossbau, zu dem sich die Gartenkunst analog entfaltete, wurden im Laufe der Jahrhunderte verschiedene Gartensysteme entwickelt, deren Geschichte man in drei Epochen zusammenfassen kann.

### Gärten der Renaissance

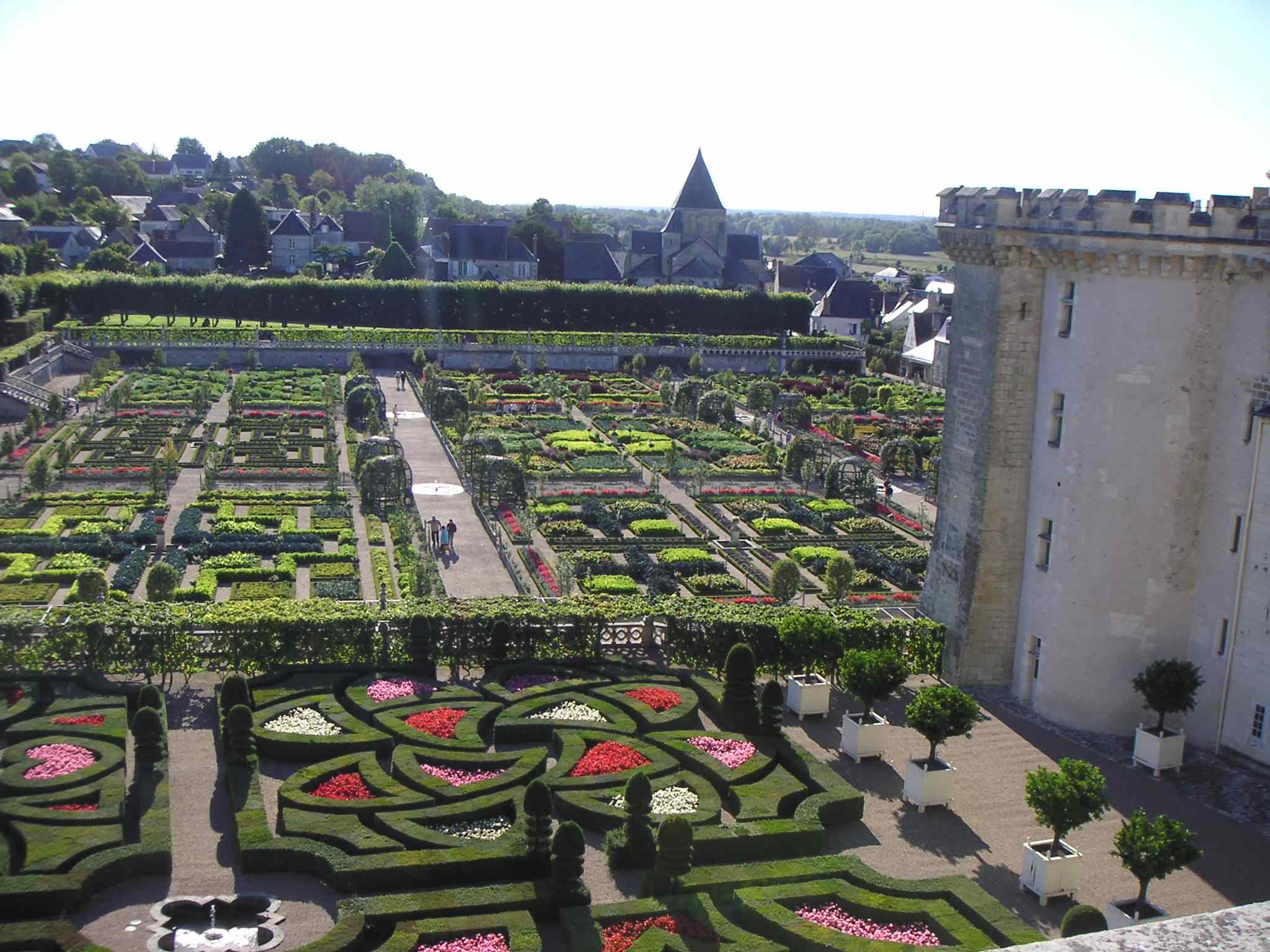
Schloss Villandry, Frankreich, Renaissancegarten

Die ersten formalen Schlossgärten nach heutigem Verständnis entstanden im Italien der Renaissance, wo sie die Außenbereiche der Villen bereicherten. Das Lebensgefühl und die Kunst der Renaissance verbreitete sich in Europa, und mit den neuen Bauformen wurden auch die neuen Impulse aus dem Gartenbau übernommen.
Erstmals wurden Blumenrabatten, Hecken, Brunnen und Alleen geometrisch zusammengestellt und zu dekorativen Parterres angeordnet. Diese Gartenbereiche waren noch in sich abgeschlossen, nicht auf Fernwirkung konzipiert und hatten häufig auch keinen baulichen Bezug zum Wohngebäude, nicht selten waren sie sogar in einiger Entfernung zum Schloss errichtet. Dem lagen weniger ästhetische Gedanken zugrunde als praktische: Vorhandene Festungsanlagen, auf die in der Regel nicht verzichtet werden konnte, boten einfach nicht den Platz für üppige Gartenanlagen. Die Gärten wurden häufig mit Terrassen gestaltet und mit Statuen geschmückt, auch die Topiari genannte Fertigkeit, Büsche und Sträucher kunstvoll zu beschneiden und in Form zu bringen, wurde das erste Mal angewandt. Die Epoche liebte das Ungewöhnliche, und so wurden die Gärten mit Grotten und Labyrinthen auch zu einem sinnlichen Erlebnis, in dem man sich wundern konnte und staunen sollte.
Eine deutsche (restaurierte) Variante dieses Gartenstils findet sich bei Schloss Güstrow. Berühmt war der Hortus Palatinus des Heidelberger Schlosses, welcher heute nur noch in Rudimenten besteht.

### Gärten des Barock

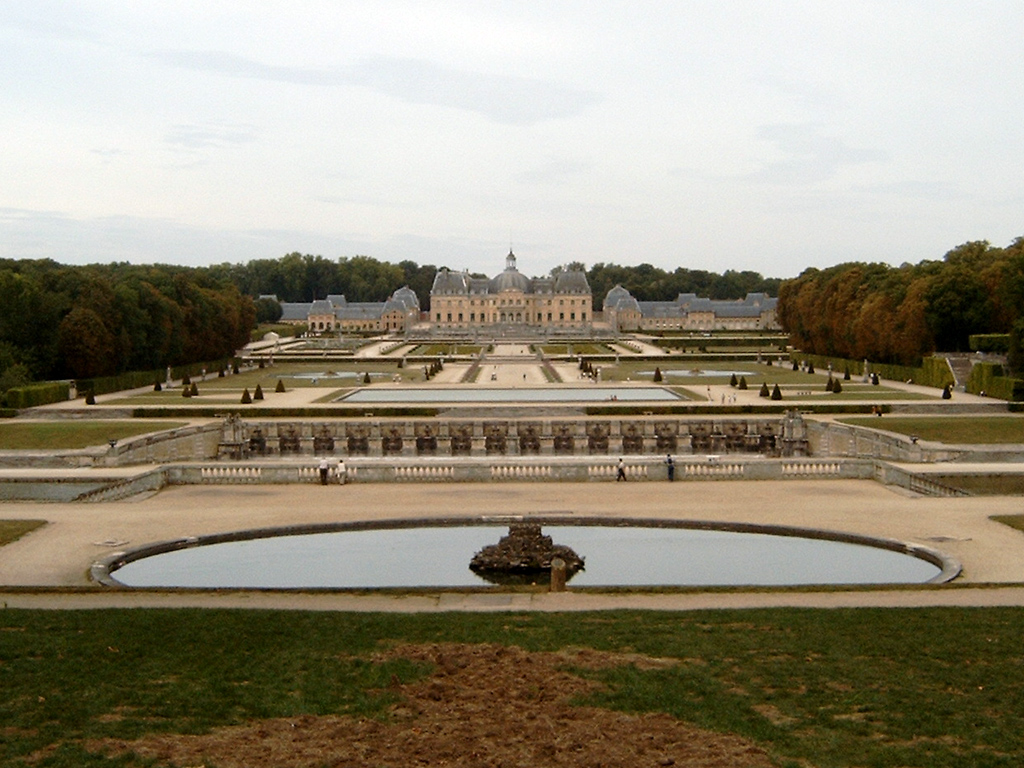
Schloss Vaux-le-Vicomte, Frankreich, Barockgarten

Aus den Renaissancegärten entwickelte sich im 17. Jahrhundert der großflächige, symmetrische Barockgarten, der in Frankreich zur höchsten Blüte entwickelt und europaweit kopiert wurde. Man verstand den Garten als Landschaftsarchitektur, die barocken Gärten waren die Erweiterungen der Bauten und ergänzten das Schloss nach außen. Der Natur wurden, ebenso wie den Gebäuden, die Regeln der streng ornamentalen Gestaltung (bzw. der  Mathematik) auferlegt.
Der Mittelpunkt dieser Gärten war immer das Schloss, aus dessen mittlerem Gebäude man jene Achse zog, um die der Garten errichtet wurde. Die Sichtschneise wurde bis zum Horizont ausgebildet und sollte so auch ein Gefühl von der Macht und Erhabenheit ihres Erbauers vermitteln. Besonders für die neu geplanten Schlossbauten dieser Epoche bot sich die Möglichkeit, die Gärten ohne störende Festungsanlagen weit in die Ferne auszurichten. In direkter Nähe zum Schloss wuchsen die ursprünglich kleinen, mit Blumenornamenten geschmückten Parterrebereiche zu großen Pflanzenflächen heran, die reichlich mit komplizierten Broderien verziert wurden. Große Bassins und weite Rasenflächen gliederten die ferneren Bereiche, und die baumbestandenen Gartenteile wurden zu Bosketten ausgebildet, in denen man die Salons und Kabinette des Schlosses im Freien wiederholte. Endlose Alleen führten schon aus kilometerweiter Entfernung zum inneren Schlossgarten.
Pavillons, Orangerien und Lustschlösser füllten die Gärten, und in den Statuen und Brunnen wurden Motive aus der Mythologie dargestellt.

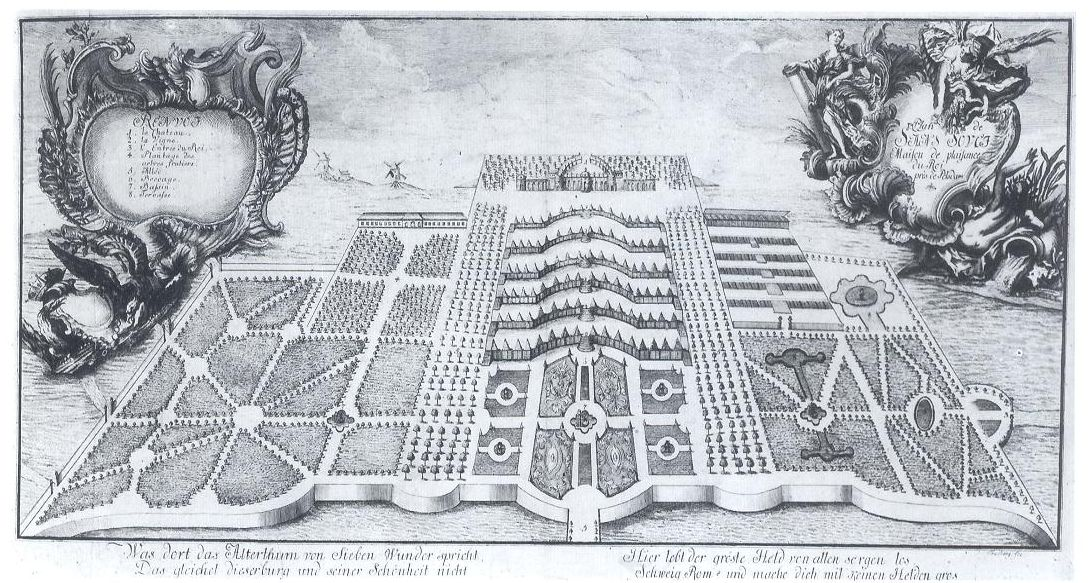
Plan des noch heute in dieser Form existierenden Parkteiles von Sanssouci, Potsdam

Beispiele der wenigen vollständig erhaltenen Schlossgärten dieser Zeit sind jener des Schleißheimer Schlosses, der Große Garten in Hannover-Herrenhausen und Park Sanssouci in Potsdam.

### Die Landschaftsparke englischer Prägung

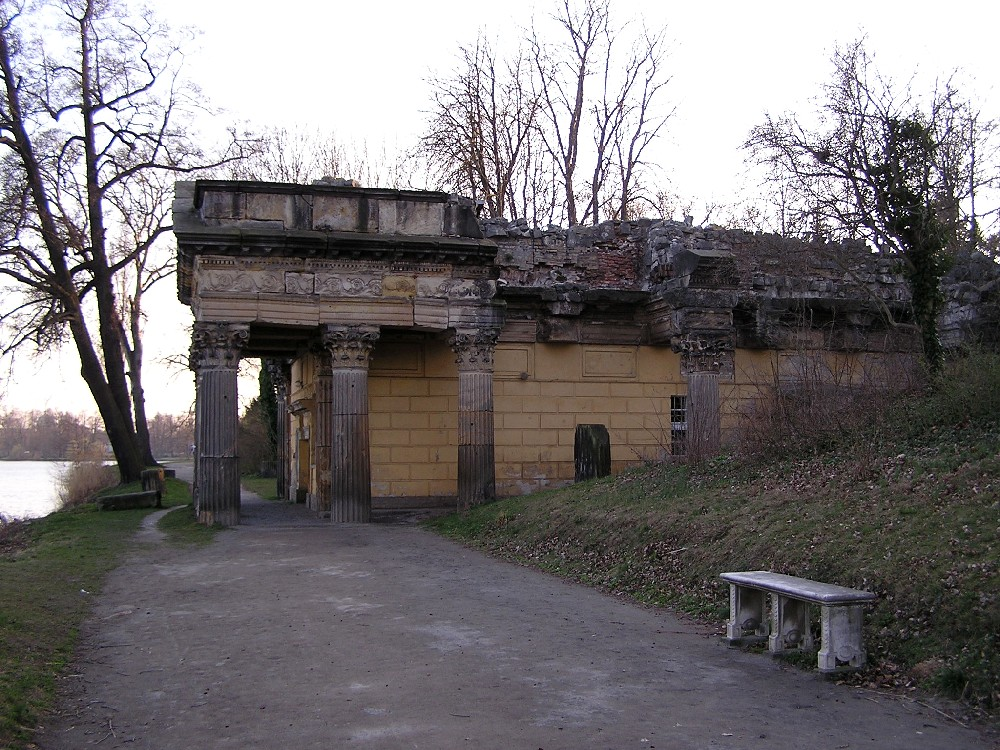
Die bewusst am Ufer des Heiligen Sees als Tempelruine errichtete Schlossküche des Marmorpalais im Neuen Garten zu Potsdam

Ab der Mitte des 18. Jahrhunderts dominierte langsam der Landschaftspark nach englischem Vorbild. Mit der Epoche des Klassizismus erwachte ein neues Verständnis der Kunst, die starren Formen des Barocks und auch der Gärten galten jetzt als falsch und unnatürlich, und man versuchte, einen Weg zurück zur Natur zu finden und den Parklandschaften ein gewachsenes Aussehen zu verleihen.
Modern wurden künstliche Ruinen, Tempel, weite Seen und angelegte natürliche Wasserfälle, sanfte Hügel formten die Landschaft, und die beschnittenen Pflanzen wichen zugunsten wilder, doch gepflegter Natur. Fast unmerklich wurden die Übergänge von den eigentlichen Parken in die Umgebung gestaltet. Durch die mittlerweile weiten Handelsbeziehungen konnten exotische Pflanzen ausgestellt werden. Die Parke sollten Landschaftsgemälden gleichen und romantische Gefühle vermitteln, sie wurden als Arkadien betrachtet und verklärend mit einem philosophischen Leben gleichgesetzt. Ein solcher Garten sollte nicht mehr von der Macht seines Erbauers künden, sondern Stimmungen anregen.
Da in dieser Epoche natürliche Motive gefragt waren, verschwand die Regelmäßigkeit der Barockgärten oft ganz und sie wurden – z. B. bei Schloss Wilhelmshöhe – vollständig ersetzt, oder sie wurden zumindest mit den neuen Landschaftsgärten verschmolzen, wie bei Schloss Charlottenburg.
König Friedrich Wilhelm II. entschied sich beispielsweise ab 1787 als Nachfolger Friedrichs des Großen nach den klassisch-barocken Gärten von Sanssouci bewusst durch den Hofgärtner Eyserbeck einen im Stile des englischen Landschaftsgartens „Neuen Garten“ im Norden Potsdams anlegen, dessen Name er daher noch heute trägt. Im Park an den Ufern von Heiligem See und Jungfernsee, heute UNESCO-Welterbe, wimmelt es geradezu beispielhaft an Ruinen, Tempeln, ägyptischen Elementen, Grotten und den typisch geschwungenen Wegeführungen durch Langgraswiesen, sowie den Sichtachsen durch die als „Preußisches Arkadien“ bezeichnete Potsdamer Kulturlandschaft.

## Ausklang
Im Zuge des Historismus und dem daraus folgenden Hang zur Romantik wurden viele alte Anlagen aufgeforstet und neu angelegt. Die meisten Garten- und Parkanlagen, wie wir sie heute erleben, haben ihre endgültige Gestalt in dieser Epoche erhalten. Ab dem Ausklang des 19. Jahrhunderts war die Zeit der großen Schlossparke und Schlossgärten dann ebenso beendet wie die der Schlossbauten selbst, neue Anlagen wurden nur noch selten und meist nur in kleinerem Maßstab errichtet. Mit dem Ende der meisten europäischen Monarchien wurden viele Schlossgärten und Schlossparke der Öffentlichkeit zugänglich gemacht. Sie sind heute Orte der Entspannung und der Freizeit, aber auch noch immer Zeugnisse der Kunst und für die Gartendenkmalpflege eine Herausforderung.

## Beispiele
Die hier genannten Beispiele sollen lediglich einen kleinen Überblick über verschiedene Schlossparke und Schlossgärten in Europa bieten:

### Deutschland

#### Brandenburg
Potsdam
- Park Sanssouci
- Neuer Garten
- Pfingstberg

#### Berlin

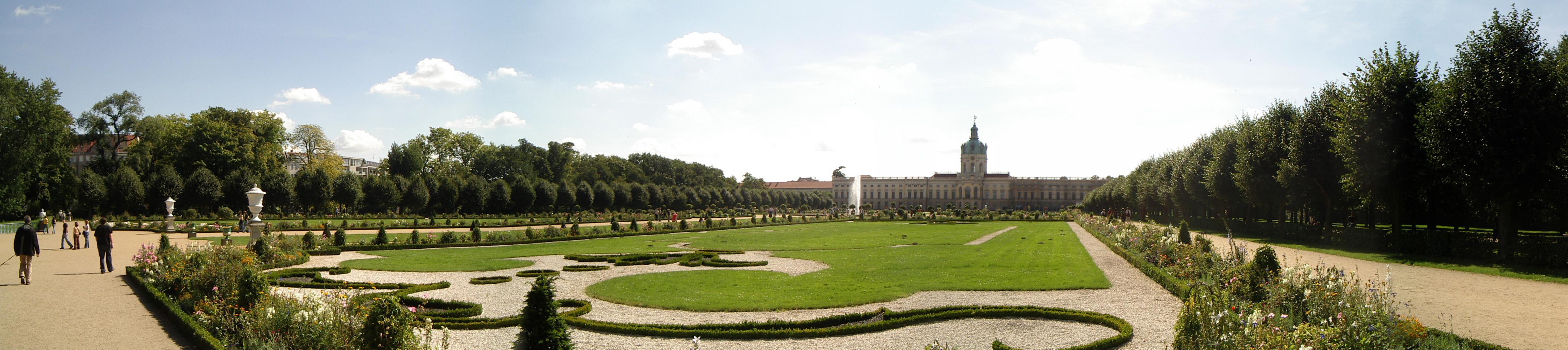
Parterre im Schlossgarten von Charlottenburg

- Pfaueninsel
- Park Klein-Glienicke
- Schlosspark Charlottenburg

#### Hessen
- Schlosspark Biebrich
- Schlossgarten (Darmstadt)
- Bergpark Wilhelmshöhe und Schloss Wilhelmshöhe in Kassel
- Schloss Vollrads

#### Niedersachsen
- Schlosspark (Braunschweig)

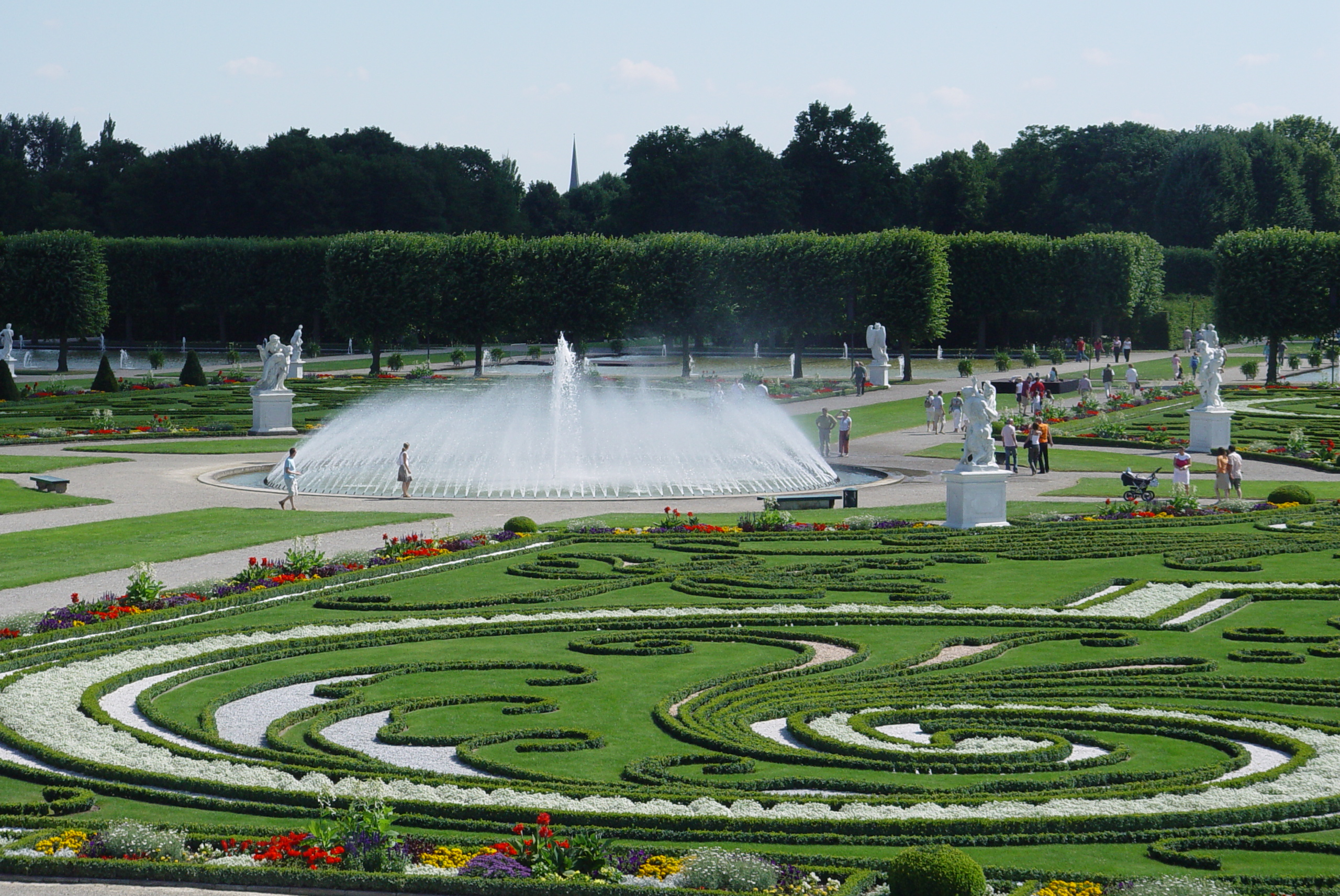
Broderiebeet im Großen Garten in Hannover-Herrenhausen

- Herrenhäuser Gärten in Hannover, mit Großem Garten (Barockgarten), Welfengarten, Georgengarten (Englische Landschaftsgärten) und Berggarten (Botanischer Garten).
- Schlossgarten (Oldenburg)
- Schlossgarten (Osnabrück)

#### Nordrhein-Westfalen
- Schlösser Augustusburg und Falkenlust, Brühl (Rheinland)
- Schloss Benrath in Düsseldorf
- Schloss Herten
- Schlosspark Stammheim

#### Mecklenburg-Vorpommern
- Schweriner Schlossgarten
- Schloss Ludwigslust
- Neustrelitz

#### Rheinland-Pfalz
- Schlosspark (Dirmstein)

#### Thüringen
- Dornburger Schlösser
- Schlosspark Gotha
- Schlosspark Meiningen

#### Bayern
- Schlossgarten (Erlangen)
- Schloss Nymphenburg in München
- Schlosspark Ismaning
- Rosengarten (Bamberg)
- Schloss Schleißheim
- Schloss Seehof bei Bamberg
- Schloss Werneck
- Würzburger Residenz
- Schloss Veitshöchheim

#### Sachsen
- Barockgarten Großsedlitz
- Schlosspark Lützschena
- Fürst-Pückler-Park Bad Muskau
- Schloss Lichtenwalde

#### Schleswig-Holstein
- beim ehemaligen Kieler Schloss
- Schloss Gottorf

#### Baden-Württemberg
- Residenzschloss Ludwigsburg
- Schloss Schwetzingen
- Schlossgarten (Stuttgart)
- Schlossgarten (Karlsruhe)
- Schlossgarten Weikersheim

### England
Bedeutende englische Schlossparke und Schlossgärten gehören z. B. zum
- Castle Howard
- Hampton Court Palace
- Blenheim Palace

### Frankreich

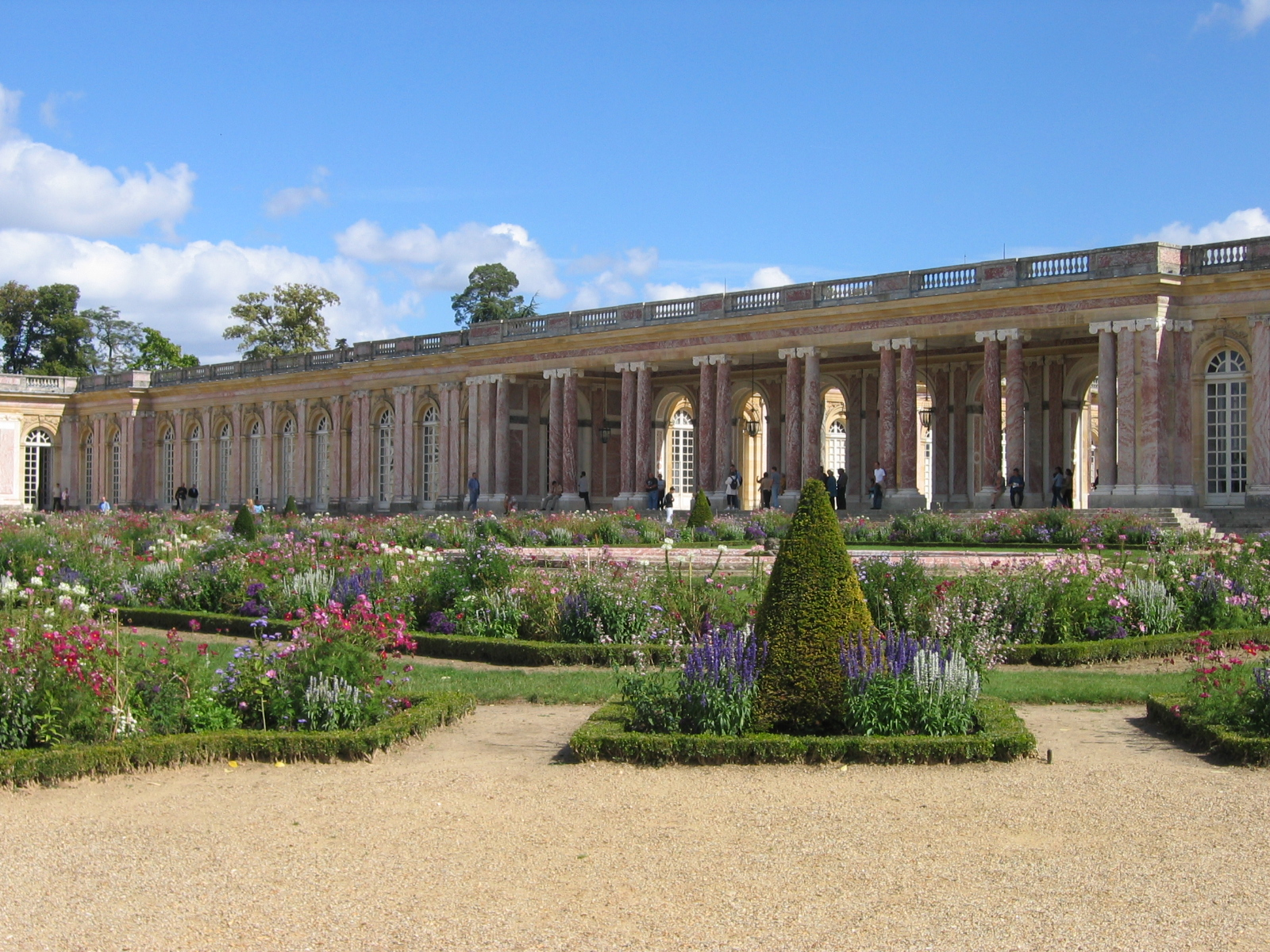
Parterre vorm Grand Trianon

Bedeutende französische Schlossparke und Schlossgärten gehören z. B. zum
- Schloss Versailles
- Schloss Vaux-le-Vicomte
- Schloss Fontainebleau
- Schloss Chenonceau
- Schloss Chantilly
- Grand Trianon

### Italien
Bedeutende italienische Grünanlagen von Schlössern gehören z. B. zum
- Schloss Stupinigi
- Palast von Caserta

### Niederlande

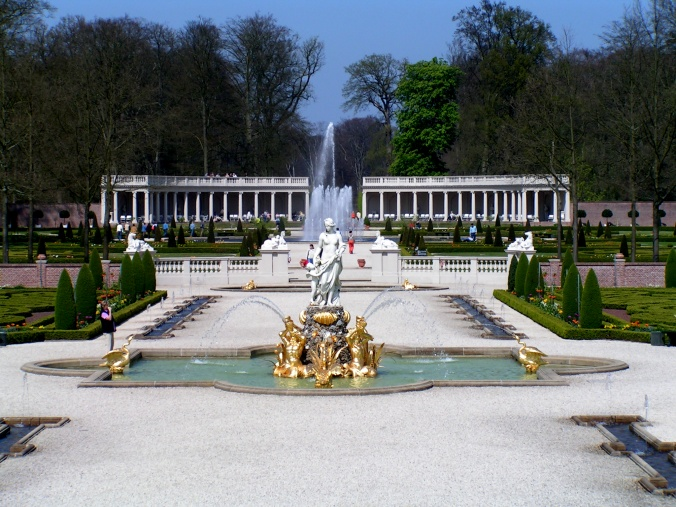
Blick auf die Hauptachse von Het Loo

Bedeutende niederländische Grünanlagen von Schlössern  gehören z. B. zum
- Schloss Het Loo
- Schloss Huis ten Bosch

### Österreich
Bedeutende österreichische Grünanlagen von Schlössern  gehören z. B. zum
- Schloss Ambras bei Innsbruck
- Schloss Schönbrunn, in Wien
- Schloss Belvedere, in Wien
- Pötzleinsdorfer Schlosspark, Wien
- Schloss Mirabell, in Salzburg
- Schloss Eggenberg, in Graz

### Polen
- Schlossgärten (Warschau)

### Russland

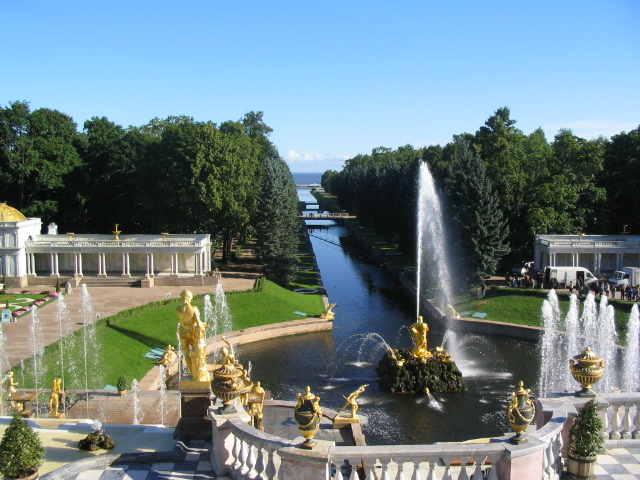
Kaskade und Kanal von Peterhof

Bedeutende russische Grünanlagen von Schlössern  gehören z. B. zum
- Peterhof-Palast
- Katharinenpalast

### Schweden

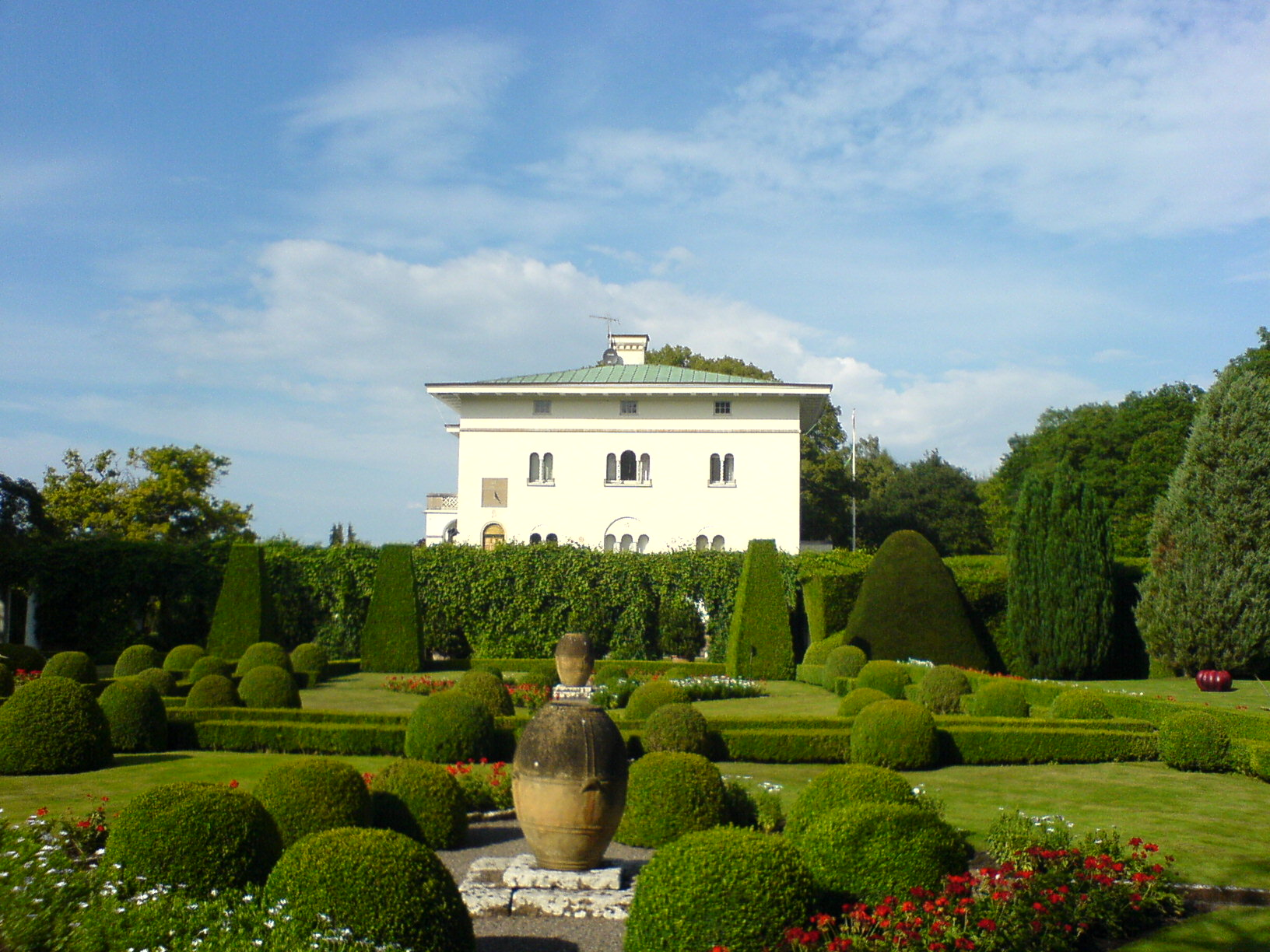
Italienischer Garten von Schloss Solliden

Bedeutende schwedische Grünanlagen von Schlössern  gehören z. B. zum
- Schloss Drottningholm
- Schloss Solliden

### Slowenien
Eine historisch bedeutende Schlossgartenanlage besaß auch
- Burg Gradac

### Spanien

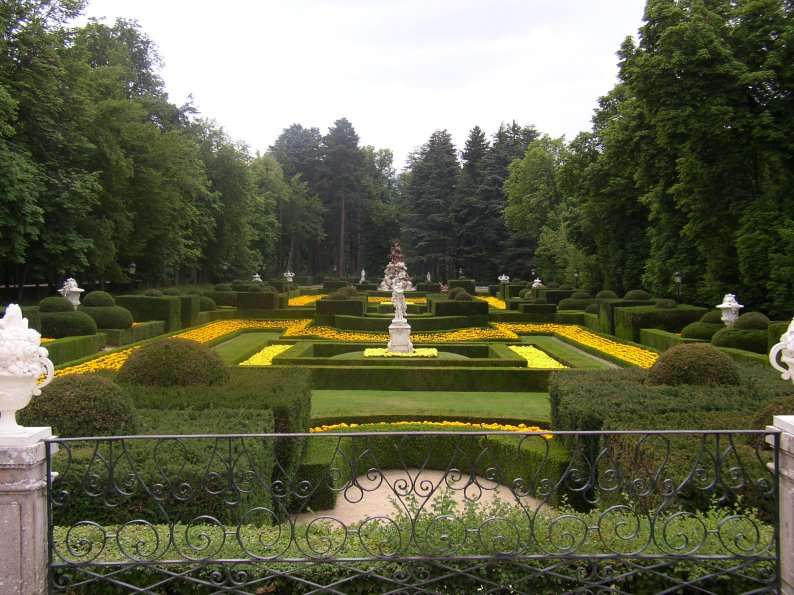
Parterre vorm Palacio Real von La Granja

Bedeutende spanische Grünanlagen von Schlössern gehören z. B. zum
- Palacio Real von Madrid
- Palacio Real von Aranjuez
- Palacio Real von La Granja

### Tschechien
- Schlosspark Kroměříž, UNESCO-Welterbe
- Schloss Lednice (Eisgrub)